# Nottertal-Heilinger Höhen
Nottertal-Heilinger Höhen est une commune allemande de Thuringe dans l'arrondissement d'Unstrut-Hainich. Elle a été créée le 31 décembre 2019 par la fusion de la ville de Schlotheim et des communes de Bothenheilingen, Issersheilingen, Kleinwelsbach, Neunheilingen et Obermehler.

## Géographie

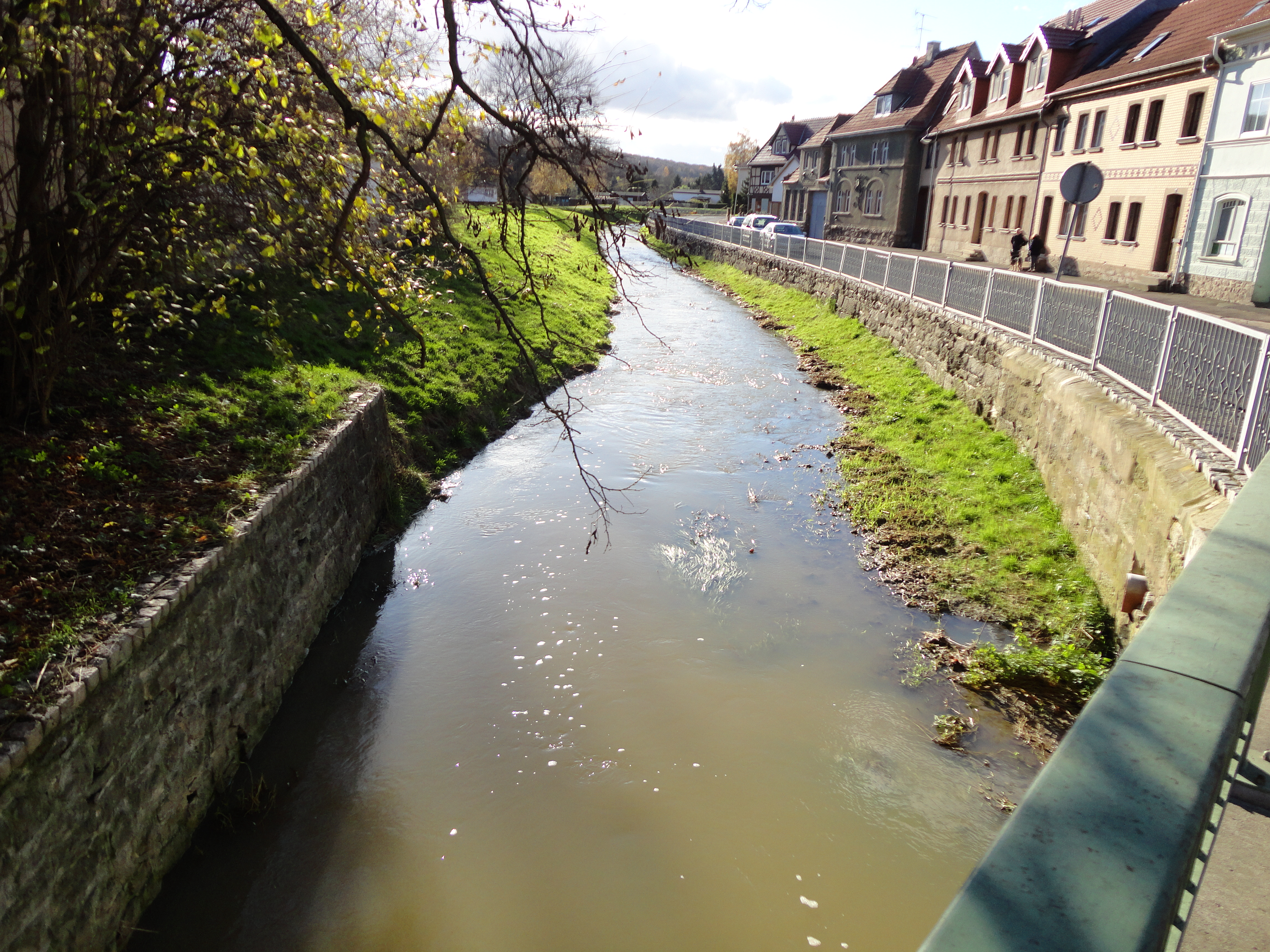
La Notter à Schlotheim

Nottertal-Heilinger Höhen est situé au centre de l'Allemagne et au nord-ouest du bassin de Thuringe  Le Schlotheimer Graben, une vallée du rift allant du nord-ouest au sud-est (hercynien), détermine la topographie de la ville. Dans sa partie nord, la Notter, un affluent de l'Unstrut, coule des contreforts du Dün, dans la partie sud le Marolteroder Bach, qui est encadré par les Heilinger Höhen et se jette dans la Notter à Schlotheim.
Le point le plus bas se trouve au sud de la ville à l'ouest de Kleinwelsbach dans la vallée du Welsbach à 190 mètres, le plus haut à l'extrémité nord de la zone urbaine sur la route nationale 2096 près de Menteroda à 436 mètres.
La ville de Nottertal-Heilinger Höhen se compose de six quartiers qui correspondent aux communautés d'origine. Les quartiers de Schlotheim, de Mehrstedt et Hohenbergen ont perdu leur statut de quartier, mais peuvent le retrouver à partir de 2024.
Nottertal-Heiliger Höhen borde les villes et communes suivantes, en commençant par le nord et en se déplaçant dans le sens des aiguilles d'une montre: Menteroda, Holzsußra, Ebeleben, Marolterode, Kirchheilingen, Bad Langensalza, Unstrut-Hainich, Körner et Mühlhausen.

## Histoire
Les communes membres de la communauté administrative de Schlotheim ont des dettes d'environ 45 millions d'euros à la fin de 2017, de sorte que les investissements ne sont possibles que dans une mesure limitée. La possibilité de former une commune rurale soulage les communes d'une grande partie de leurs dettes grâce à l'allégement de la dette au titre de la loi sur l'aide financière à la réorganisation de la commune de Thuringe (ThürGNGFG), par exemple la ville de Schlotheim de près de 90 %.
Les communes de Körner et Marolterode ont décidé de ne pas rejoindre la commune rurale en 2018, même si cela n'entraînerait pas un allégement de la dette.
Le nom de la nouvelle ville est un compromis des communes qui fusionnent, dans lesquelles le plus grand nombre possible d'entre elles doivent pouvoir se reconnaître. Il y a «à toutes les assemblées de citoyens [. . . ] Incompréhension quant au nom choisi de la commune rurale nouvellement fondée ». Une application pour utiliser le nom "Schlotheim" à la place ne trouve pas le soutien unanime nécessaire des communes.
Selon la loi de Thuringe sur la réorganisation volontaire des communes appartenant au district en 2019, les nouvelles communes sont formées le 31 décembre 2019. La loi est adoptée le 12 septembre 2019 adopté par le Landtag.

## Politique
Les premières élections du conseil municipal et du maire ont lieu dans la commune nouvellement créée le 6 septembre 2020.
Le conseil municipal de Nottertal-Heilinger Heights est composé de 20 conseillers (statut: 6 septembre 2020) :
- CDU : 9 sièges
- Communauté d'électeurs future commune rurale (ZLG): 6 sièges
- SPD : 3 sièges
- Alliance citoyenne Schlotheim Obermehler (BSO): 2 sièges

Lors de l'élection du maire le 6 septembre 2020, Hans-Joachim Roth (CDU) est élu au 1er tour avec 58,0 % des votes valides exprimés contre 3 concurrents. Auparavant, Nicole Gehret était responsable de la commune en tant que «commissaire de la communauté de Nottertal-Heilinger Höhen» depuis le rétablissement de la commune rurale.

## Transports
Nottertal-Heilinger Höhen se trouve sur la route fédérale 249 (Mühlhausen - Ebeleben - Sondershausen). La route fédérale 84 (Ebeleben - Bad Langensalza ) fait partie de la limite municipale orientale. D'autres routes nationales et de district complètent le réseau routier.
Les gares les plus proches se trouvent à Mühlhausen et Bad Langensalza sur la ligne Gotha - Leinefelde ou Erfurt - Bad Langensalza.
L'aérodrome d'Obermehler-Schlotheim au nord de la commune ne peut être approché que par vol à vue.

## Personnalités liées à la commune
- Karl von Griesheim (1799-1878), général né à Pöthen.
- Carlos Hartling (1869-1920), compositeur né à Schlotheim.
- Werner Braune (1909-1951), militaire né à Mehrstedt.
- Arno Rink (1940-), peintre né à Schlotheim.